# Odpis
Odpis je částka, která vyjadřuje opotřebení majetku (morální nebo fyzické) za určité období. Protože odpis představuje snížení ekonomického prospěchu (ve formě poklesu aktiv), jedná se o náklad. Smyslem odpisování je rozložit pořizovací cenu majetku jako náklad do více období. Pořízení majetku tedy neovlivní výsledek hospodaření firmy hned, ale poměrně po celou dobu životnosti majetku.
Odpisy se používají pouze pro dlouhodobý majetek, který se odepisuje do výše vstupní nebo zvýšené vstupní ceny, a to buď rovnoměrně nebo zrychleně (metoda zvolená na počátku se musí dodržet po celou dobu odpisování).

## Účetní a daňové odpisy
Rozlišují se účetní a daňové odpisy.
- Účetní odpisy slouží k přehledu o skutečné výši hodnoty majetku a jeho opotřebení v důsledku užívání nebo zaostávání po technické stránce.
- Daňové odpisy slouží ke stanovení daně z příjmů.

V Česku jsou daňové odpisy upraveny zákonem č. 586/1992 Sb. o dani z příjmů a pravidla účetních odpisů upravuje zákon č. 563/1991 Sb. o účetnictví.

## Odpisy provádí
- vlastník či osoba oprávněná hospodařit s majetkem státu
- nájemce (odpisy technického zhodnocení dlouhodobého majetku a/nebo odpisy najatého podniku, pokud je písemný souhlas vlastníka s odpisováním)

## Dlouhodobý majetek
Dlouhodobý hmotný majetek odpisovaný
- samostatné movité věci a soubory movitých věcí, jejichž vstupní cena je vyšší než 40 000 Kč a předpokládaná doba užívání delší než jeden rok (pokud účetní jednotka nestanoví jinak)
- stavby
- pěstitelské celky trvalých porostů s dobou plodnosti déle než 3 roky
- základní stádo a tažná zvířata
- jiný dlouhodobý hmotný majetek

Dlouhodobý nehmotný majetek odpisovaný
- vstupní cena je vyšší než 60 000 Kč
- zřizovací výdaje
- nehmotné výsledky výzkumu a vývoje
- software
- ocenitelná práva
- ostatní dlouhodobý nehmotný majetek

## Účetní odpisy
- oprávky – suma odpisů za celou dobu užívání dlouhodobého majetku
- zůstatková cena – výpočet: pořizovací cena – oprávky

Účetní odpisy
- mají odpovídat skutečnému opotřebení majetku
- postup: dle odpisového plánu sestaveného účetní jednotkou (dle uvážení účetní jednotky, nebo se mohou rovnat daňovým odpisům)
- odpisuje se z pořizovací ceny majetku do výše pořizovací ceny
- začátek odepisování: měsíc následující po uvedení majetku do užívání
- zaokrouhlování: na celé koruny nahoru

Dělení účetních odpisů
- odpisy časové – vychází z doby použitelnosti majetku
- odpisy výkonové – odvozeny z množství výkonů, které podnik předpokládá získat prostřednictvím daného majetku

Funkce účetních odpisů
- nákladová – přenáší hodnotu dlouhodobého majetku do hodnoty produkce
- střádací – představuje akumulaci peněžních prostředků na reprodukci dlouhodobého majetku, které se získávají v tržbách za realizované výkony
- oceňovací – umožňuje reálné ocenění dlouhodobého majetku (tzn. výpočet zůstatkové ceny)

## Daňové odpisy
- výpočet – z pořizovací ceny, odepisuje se do výše pořizovací ceny
- zaokrouhlování – na celé koruny nahoru
- neúčtují se přímo do účetnictví, ale na karty majetku

Výpočet daňových odpisů
- lineární odpisy: O = VC × OS/100
  - kde O = odpis v Kč,
  - VC = vstupní cena v Kč,
  - OS = odpisová sazba v procentech
- zrychlené odpisy:
  - 1. rok: O1 = VC / K
  - t-tý rok: Ot = 2 × ZC / ( K – n)
  - kde O = Odpis v Kč,
  - VC = vstupní cena
  - K = koeficient odpisování stanovený pro jednotlivé odpisové skupiny,
  - ZC = zůstatková cena (vstupní cena minus odpisy),
  - n = počet let, po které již bylo odpisováno; teda například pro 3. rok odpisu bude výpočet 3-2 (tento rok odpisu) minus (počet předchozích už uběhlých let odpisu)
- Nakupovaný předmět nebo materiál se řadí do 6 skupin- podle toho jsou určeny doby odpisů…

## Vyřazování dlouhodobého majetku
Důvody vyřazení:
- úplné opotřebování
- nepotřebnost
- zničení, ztráta, poškození, krádež

Způsoby vyřazení:
- prodej
- darování
- fyzická likvidace v důsledku opotřebení nebo poškození
- převzetí do osobního vlastnictví
- nepeněžitý vklad do obchodní společnosti nebo družstva

Účetní vyřazení zcela odepsaného majetku nebo majetku ještě neodepisovaného:
- vyřazení – účty 070–079, 080-089/010–019, 020–029

Účetní vyřazení zcela neodepsaného majetku
Odpis z měsíce vyřazení se účtuje na účty 551/070–079, 080–089, zůstatková cena se doúčtovává dle důvodu a způsobu vyřazení na účty:
- fyzická likvidace – účty 551/080–089
- náklady na vyřazení – účty 518/321, 622
- použitelné náhradní díly – účty 112/621
- prodej dlouhodobého majetku – účty 541/080–089
- tržba za prodej – účty 211, 221, 311/641
- manko, škoda – účty 549, 582/080–089
- předpis manka zaměstnanci – účty 335/648
- náhrada škody pojišťovnou – účty 378, 388/688
- darování – účty 543/080–089
- převod do osobního užívání – účty 492/080–089

Daňové aspekty vyřazeného majetku
- prodej dlouhodobého majetku odpisovatelného – jeho daňová zůstatková cena je plně daňově uznatelná
- prodej dlouhodobého majetku neodepisovatelného – jeho vstupní cenu lze zahrnout do daňových nákladů do výše ceny, za niž byl prodán
- likvidace dlouhodobého majetku kvůli opotřebení – jeho zůstatková cena je daňově uznatelným nákladem v plné výši (u likvidace stavebního objektu z důvodu nové stavby se jeho zůstatková hodnota zahrnuje do nákladů na novou stavbu)
- likvidace v důsledku manka a škody – jeho zůstatková cena je daňově uznatelným nákladem do výše náhrady manka/škody (výjimka: daňově uznatelná v plné výši je škoda způsobená živelní pohromou, nebo odcizením neznámým pachatelem)
- darování dlouhodobého majetku – jeho zůstatková cena není daňově uznatelným nálkladem mimo případy, kdy: hodnota daru je alespoň 2000 Kč a hodnota všech darů celkem nepřesahuje 5 % daňového základu